# Elfärjan Ellen

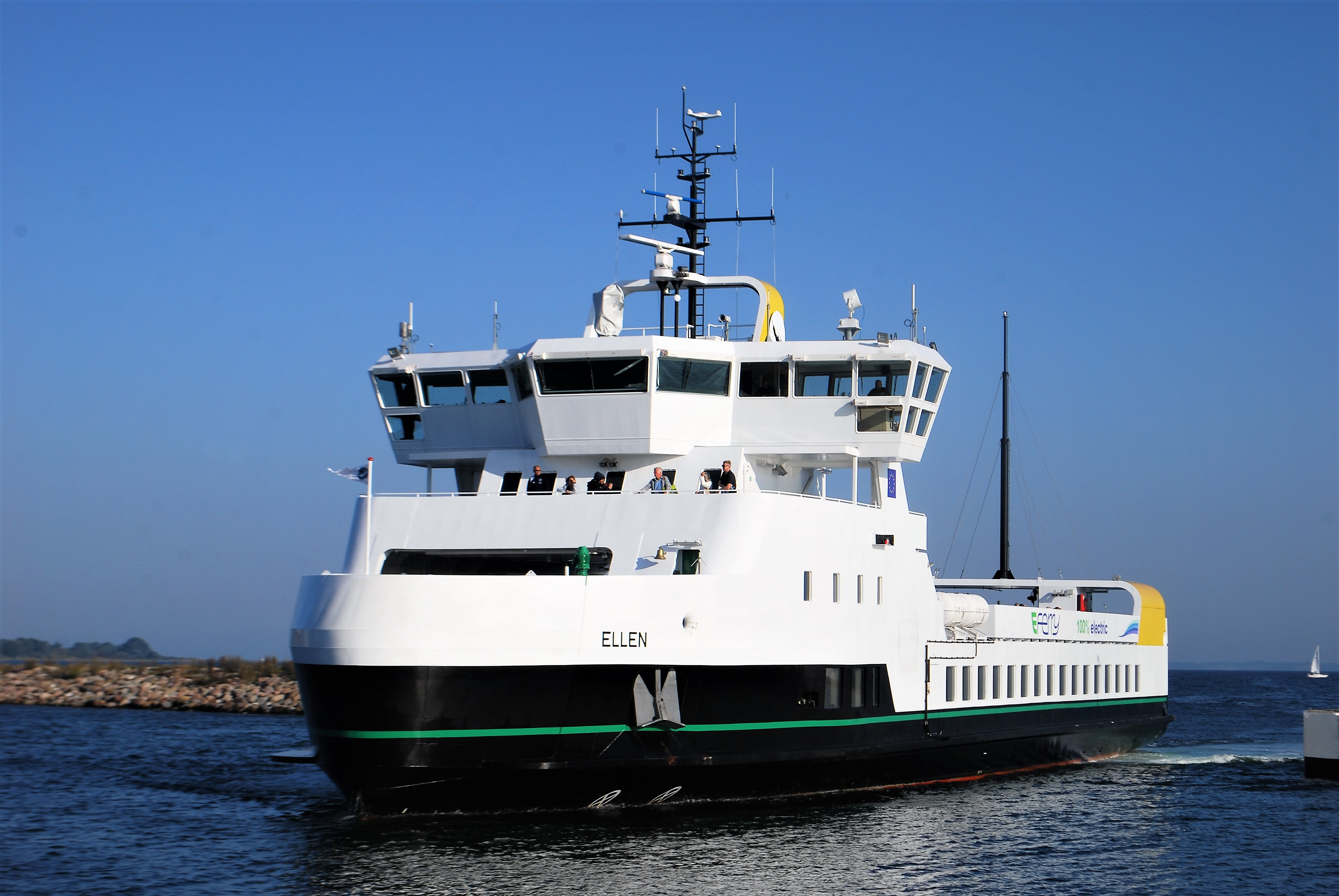
Elfärjan Ellen

Färjan Ellen är en dansk helelektrisk färja, vars skrov och överbyggnad byggdes av ett varv i Szczecin  i Polen och som färdigbyggdes på Søby Værft i Danmark. Den går mellan färjeläget Fynshav på ön Als och orten Søby på ön Ærø i Danmark. Färjan är 60 meter lång, 13 meter bred och väger 650 ton. Färjan har kapacitet att ta 30 fordon och 200 passagerare.

Färjans räckvidd är 22 sjömil, vilket motsvarar cirka 40 kilometer på en laddning. Avståndet sjövägen mellan Fynshav och Søby är 20 kilometer, nära 11 sjömil. Det innebär att elfärjan Ellen klarar två vändor på en laddning.

I juni 2022 seglade Ellen från Ærø till Sønderborg på Als och tillbaka igen på en laddning, en sträcka på 50 sjömil eller 92 kilometer. Det är den hittills längsta resan med en eldriven bil- och passagerarfärja på en laddning.